# Стационарные бензиновые двигатели производства СССР
В СССР в различные годы выпускались несколько серий стационарных бензиновых двигателей для привода электрических генераторов, насосов, сельскохозяйственных машин, зарядки аккумуляторов. Эти же двигатели широко использовались на маломерных судах.

## Серия «Л»
Двигатели серии Л (Ленинец) были разработаны в конце 30-х годов на Ульяновском моторном заводе и производились до начала 60-х годов. Серия включала в себя три двигателя, унифицированных по цилиндро-поршневой группе: Л-3/2, Л-6/2 и Л-12, соответственно одноцилиндровый, двухцилиндровый и четырёхцилиндровый. Рабочий объем цилиндра — 300 см3. Рабочая частота вращения — 2000 об/мин. Цилиндровая мощность 3 л.с. Двигатели карбюраторные, четырёхтактные. Охлаждение — жидкостное. Смазка — разбрызгиванием.
Двигатели «Л» изначально разрабатывались для привода электрогенераторов, насосов и др., но нашли применение и для лодок.

## Серия «УД»
УД — марка многоцелевых малолитражных бензиновых двигателей внутреннего сгорания, выпускаемых Ульяновским моторным заводом. УД расшифровываются как Ульяновский Двигатель. Двигатели четырёхтактные, воздушного охлаждения, с нижним расположением клапанов.
С 1952 года выпускались 3 основных модели и их модификации:
- УД-1 одноцилиндровые двигатели мощностью 4 л.с. с нижним расположением клапанов; 305 см3
- УД-2 двухцилиндровые двигатели мощностью 8 л.с. с нижним расположением клапанов; 610 см3
- УД-4 четырёхцилиндровые двигатели мощностью 15 л.с. с нижним расположением клапанов; 1220 см3

С 1967 года начат выпуск двигателей еще двух моделей, верхнеклапанных, с конструкцией, базирующейся на моторе малолитражки «Запорожец» ЗАЗ-966:
- УД-15 — одноцилиндровые двигатели мощностью 6 л.с. с верхним расположением клапанов;
- УД-25 — двухцилиндровые двигатели мощностью 12 л.с. с верхним расположением клапанов;

Базовые модели двигателей на заводе комплектовались различным оборудованием, которое обозначалось литерой после цифр:
- Г — двигатели, предназначенные для привода генераторов. Комплектовались электростартером и переходным кожухом. Магнето с фиксированным углом опережения зажигания.
- С — двигатели, предназначенные для привода малогабаритных сельхозмашин. Комплектовались понижающим редуктором. Магнето с фиксированным углом опережения зажигания.
- В — двигатели для маломерных судов. Комплектовались разобщительной муфтой, реверс-редуктором, гребным валом и гребным винтом, магнето с регулятором угла опережения зажигания. Изначально имели водяное охлаждение, но серийно выпускались с воздушным (под маркой ПД-221).
- Т — двигатели, предназначенные для работы на минитракторах и катках для асфальта. Комплектовались переходным фланцем для коробки передач, электростартером, бумажным воздушным фильтром, магнето с регулятором угла опережения зажигания (выпускались также под маркой СМ-12).
- М — модернизированные двигатели с форсированным рабочим процессом[1].

Эти двигатели выпускались и другими заводами под марками ПД, СК и УД на «Петропавловском заводе малолитражных двигателей» (Петропавловск, Казахстан) и СМ на заводе «Серп и Молот» (Харьков, Украина). Двигатели весьма распространены; количество упоминаний семейства в интернете в несколько раз больше, чем для прочих приведённых одно-двухцилиндровых двигателей, вместе взятых.
Основное применение двигателей — бензиноэлектрические агрегаты серии АБ.  Применялись также для привода средств малой механизации: микротракторов, мотоблоков, катков для асфальта, компрессоров, лебёдок, насосов и в качестве стационарных двигателей на хозяйственных, рыбацких и бакенщицких лодках.
Двигатели УД относятся к среднефорсированным карбюраторным двигателям и характеризуются удельной массой порядка 9 кг/л.с. (аналогичные по объёму цилиндра и области применения современные стационарные карбюраторные двигатели весят порядка 4 кг/л.с., стационарные атмосферные дизели - порядка 7 кг/л.с.). Тяжёлый чугунный маховик способствует стабильной работе бензоэлектроагрегата при резких изменениях нагрузки. Конструкция двигателей рассчитана на продолжительную работу при номинальной мощности в широком диапазоне температур (например, УД-15 - -50...+50 °C). Ресурс двигателя до капитального ремонта — порядка 3000 часов. В заводских инструкциях присутствуют не только указания по текущему обслуживанию, но и полная информация для ремонта вплоть до капитального в любой достаточно оборудованной мастерской (например, допуски и посадки в сопряжениях всех основных деталей).
По своим удельным показателям двигатели УД-15 и УД-25 находились на одном уровне со стационарными двигателями аналогичной долговременной мощности, разработанными за рубежом в 60-е годы. В дальнейшем конструкции зарубежных двигателей постоянно развивались (например, первые двигатели общеизвестной серии Honda G/GX были выпущены в 1977 году), требования потребителей к ним сильно изменились. Отечественные же выпускались без изменений до середины 90-х годов. При разработке двигателей УД учитывались возможность выпуска на слабо оснащённых производствах (литьё в землю, низкосортные алюминиевые сплавы и стали, повышенные допуски и селективная сборка, чистовая обработка деталей в сборе и т.п.), эксплуатация в жёстких условиях (армия, отсутствие квалифицированного текущего обслуживания), использование в основном только низкосортных топлив и масел (бензин не выше 76, масла-"автолы" довоенной разработки) без жёстких ограничений по расходу, унификация по выпускаемым другими заводами уже устаревающим на тот момент узлам (примитивный карбюратор, тяжёлые агрегатные магнето, цельночугунные цилиндры). Двигатели предназначались в первую очередь для агрегатов, перевозимых грузовыми автомобилями организаций и армии, и также выпускаемых без изменений десятилетиями. Весовое, технологическое, конструктивное совершенствование продукции не имело прямого стимула и не закладывалось в производственные планы. В результате к концу 80-х годов, с началом массового производства в СССР мелкой моторизованной техники для потребительского рынка эти двигатели оказались малопригодны, а затем, в 90-х, и неконкурентоспособны относительно зарубежных. С уменьшением военной программы заводы либо обанкротились (Петропавловский завод малолитражных двигателей в Казахстане), либо отказались от производства двигателей этого класса (УМЗ). Имеются упоминания о попытках модернизации УД в 90-е годы, но конкретной информации об этих работах нет.
При сравнении с зарубежными двигателями и поиске аналога следует учитывать, что для последних "мощность", характеризующая положение в модельном ряду, - это максимальная мощность, полученная при снятии внешней скоростной характеристики при полностью открытом дросселе. Для двигателей УД и подобных в качестве характерного параметра чаще приводится долговременная, или "мощность на регуляторе" (governored power), а максимально допустимой считается мощность при определённых повышенных оборотах, ограниченных конструктивными особенностями двигателя. Зарубежные производители (Honda, Robin-Subaru) рекомендуют для своих двигателей долговременную мощность порядка 0.8 от объявленной максимальной. Например, двигатель УД-15 развивает номинальную "мощность на регуляторе" 4 л.с. при максимально допустимой порядка 6 л.с.; у двигателя аналогичного объёма Honda GX240 максимальная мощность 6.6 л.с. и "мощность на регуляторе" 5.6 л.с.. Современные серийные двигатели, пригодные для полноценной замены УД, имеют примерно в полтора раза меньший удельный расход бензина, вдвое большую удельную мощность, используют актуальные сорта топлива (в т.ч. газ) и масла, полностью обеспечены запчастями, надёжнее в работе (реже отказы в эксплуатации при сравнимом межсервисном интервале), обслуживание и ремонт их менее трудоёмки.

## Двигатель ЗИД-4,5 (УМЗ-5)
Характеристики:
- карбюраторный, четырехтактный, одноцилиндровый, с воздушным охлаждением и рабочим объемом цилиндра 520 см3;
- ход поршня 90 мм;
- диаметр цилиндра 86 мм; степень сжатия — 5,3; номинальная мощность — 4,5 л.с.;
- число оборотов коленчатого вала при этой мощности не более 2000 об/мин.

ЗИД-4,5 оснащён встроенным редуктором , передаточные числа 1:2.91, 1:6, вал которого вращается со скоростью 333 об/мин на первой передаче и со скоростью 687 об/мин — на второй. Расход топлива 1,5 кг/ч. Система зажигания с
маховичным магнето, запуск — шнуром или пусковой рукояткой, габаритные размеры: 615×490×678 мм. Сухой вес двигателя 65 кг. Существовали также версии с диаметром цилиндра 82 мм и стальной улиткой охлаждения вместо алюминиевой.

## Двигатель «2СД»
2СД — серия двухтактных бензиновых стационарных двигателей, унифицированных по деталям цилиндро-поршневой группы и коленчатого вала с двигателями мотоцикла «Минск». Двигатели имеют воздушное охлаждение. Выпускались Петропавловским заводом малолитражных двигателей. Основное топливо — бензин А-72, топливо допустимое Б-70 или А-76. Масло для топливной смеси MC-20 в пропорции 1:33 по объёму. Свеча зажигания экранированная А10Н с резьбой M18×1,5 или неэкранированная с резьбой M14×1,25 через переходник. Рабочий объем — 123 см3, температура эксплуатации −50 … +50 градусов, допускалось использование эфира для зимнего пуска. Угол опережения зажигания −8 градусов для низкокачественных топлив, −4 градуса для нормального. Номинальные обороты 3000 об. в мин. Мощность номинальная 0.75-1.0 квт. Имели следующие модификации:
- 2СД-В — первая модификация с карбюратором К-55, степень сжатия 5,5 , под А-66 бензин;
- 2СД-М — модификация с карбюратором К-41;
- 2СД-М1 — модификация с карбюратором К-41 и измененной головкой цилиндра (степень сжатия 6,5)
- 2СД-М2 — модификация с измененным пусковым механизмом.
- 2СД-М1К — модификация для работы на керосине (запуск осуществлялся на бензине)

## Двигатель «СД-60» Б/3
Двигатель СД-60 Б/3 — модификация двигателя бензопилы «Дружба», дефорсированная до 1,2 л.с., оснащенная регулятором частоты вращения и предназначенная для продолжительной работы в паре с генератором ГАБ-0,5-0/115/Ч-400.

## Двигатель «ОДВ-300В»
Карбюраторный двигатель, используется в качестве силового агрегата для привода различных машин, потребляющих не свыше 5 л. с. Двигатель рассчитан на номинальную мощность 5,5 л. с. при 3000 об/мин. При работе в комплекте электростанции скорость двигателя — 1500 об/мин.
Техническая характеристика:
| Тип двигателя            | двухтактный с двухканальной возвратной продувкой    |
| Число цилиндров          | 1                                                   |
| Диаметр цилиндра         | 74 мм                                               |
| Ход поршня               | 68 мм                                               |
| Рабочий объем цилиндра   | 292 см3                                             |
| Степень сжатия           | 5,8                                                 |
| Мощность номинальная     | 3,7 л. с.                                           |
| Число оборотов           | 1500 об/мин.                                        |
| Магнето                  | М-25Б левого вращения                               |
| Тип свечи                | АПУ с гайкой Б, ГОСТ 2048-54                        |
| Тип карбюратора          | К-12-3                                              |
| Горючее                  | Бензин А-66 ГОСТ 2084-51                            |
| Система смазки           | Примешивание автола 10 к бензину в соотношении 1:25 |
| Удельный расход горючего | 380-420 г на л.с./час                               |
| Сухой вес двигателя      | 40 кг                                               |
| Габариты                 | 370×440×620 мм                                      |

## Модификации двигателей «Москвич»
Двигатели автомобилей «Москвич» подвергались конвертации в стационарные на ряде заводов СССР. Наиболее распространенными были модели «Москвич-402» и «Москвич-407». Даже после снятия с производства этих двигателей на МЗМА их выпуск в стационарном варианте продолжился на Богородском механическом заводе, что позволяло владельцам старых «Москвичей» приобретать запчасти. В конвертированной версии двигатель «Москвич-402» развивал долговременную мощность 9 л. с. при 1500 об/мин или 14 л. с. при 3000 об/мин, а «Москвич-407» — 12 л. с. при 1500 об/мин или 20 л. с. при 3000 об/мин.

## Модификации двигателей ГАЗ, ЗМЗ, УМЗ
На базе семейства двигателей «Додж-Д5», ставившегося на автомобили ГАЗ и УАЗ, были созданы конвертированные стационарные двигатели. Как правило, конструкция двигателя практически не отличалась от базовой модели, основное различие было в обслуживающих системах двигателей. Так, в системе питания устанавливался карбюратор, лишенный эконостата и ускорительного насоса. Двигатели дооборудовались центробежным регулятором частоты вращения. В комплект двигателя включался пульт управления и щиток приборов. Система охлаждения оснащалась более производительным радиатором.
- ГАЗ-331 (позже ЗМЗ-331, УМЗ-331) — модификация 4-цилиндрового двигателя автомобиля ГАЗ М-20 «Победа». Долговременная мощность, в зависимости от модицикации от 26 до 33 л. с. Выпускался до середины 2000-х годов на Ульяновском моторном заводе.

- ГАЗ-311 — модификация 6-цилиндрового двигателя ГАЗ-11 (позже — ГАЗ-52). Долговременная мощность 40-50 л. с. в зависимости от модификации.

Верхнеклапанные двигатели ГАЗ (ЗМЗ, УМЗ) моторными заводами в стационарные не конвертировались. Однако производители ряда строительных и сельхозмашин машин всё-таки конвертировали эти двигатели самостоятельно.

## Модификации двигателей ЗИС/ЗИЛ
Двигатели ЗИС/ЗИЛ конвертировались в стационарные на ряде заводов в СССР. За основу был взят шестицилиндровый рядный нижнеклапанный двигатель ЗИС-120, модификации которого устанавливались на автомобили ЗИС-150, ЗИЛ-157, ЗИЛ-164. Мощность в стационарном варианте от 35 до 60 л.с. в зависимости от модификации. Широко применялся для привода генераторов, компрессоров (например, ЗИФ-55), насосных установок, различного аэродромного оборудования.
Конвертировались в стационарные и двигатели ЗИЛ-130. Мощность в стационарном варианте до 90 л.с. Однако такой агрегат популярности не снискал, поскольку в данном классе мощности даже во времена дешёвого низкооктанового бензина применялись уже дизельные двигатели.